# Who Knew
Singles de Pink
Stupid Girls U + Ur Hand
Pistes de I'm Not Dead
Stupid Girls
(1) Long Way to Happy
(3)
Who Knew est une chanson de la chanteuse pop/rock Pink, issue de l'album I'm Not Dead sorti en mai 2006. 
Il s'agit du deuxième single extrait de l'album.

## Titre
CD Single
1. Who Knew
2. Disconnected

Maxi CD Single
1. Who Knew
2. Who Knew (Sharp Boys' Love Jonathan Harvey Remix)
3. Who Knew (The Bimbo Jones Radio Edit)
4. Video Enhancement includes preview of forthcoming Live In Europe Concert DVD

Ringle (single & ringtone)
1. Who Knew
2. Disconnected
3. Who Knew (The Bimbo Jones Radio Edit)

## Classement
Who Knew s'est classé 9e au Billboard Hot 100.